# Théophile Barrau
Pour les articles homonymes, voir Barrau.
Théophile Eugène Victor Barrau né à Carcassonne le 3 octobre 1848 et mort à Toulouse le 17 avril 1913 est un sculpteur français.

## Biographie
Théophile Barrau étudie à l'école des beaux-arts de Toulouse, mais il est mobilisé quand éclate la guerre de 1870. Après la guerre, il devient l'élève de François Jouffroy puis d'Alexandre Falguière à l'École des beaux-arts de Paris. Pour subvenir à ses besoins et à ceux de sa famille, il travaille comme praticien, notamment au Monument à  Jacques Cœur par Auguste Préault érigé à Bourges en 1875 sur la place éponyme. Il débute au Salon de 1873 et est nommé professeur de dessin aux écoles de la Ville de Paris en 1880. Il obtient une médaille d'or à l'Exposition universelle de 1900. Il est nommé chevalier de la Légion d'honneur en 1892.
Théophile Barrau puise son inspiration dans les classes moyennes et populaires, c'est pourquoi il peut être rapproché de Gustave Courbet.

## Œuvres
Espagne
- Barcelone, Jardins de Joan Maragall, Suzanne au bain, 1895, marbre.

France
- Carcassonne :
  - square Gambetta : Poésie française, 1883, marbre. Démontée pendant la Seconde Guerre mondiale puis perdue. Le modèle en plâtre est présenté au Salon de 1880.
  - place Marcou : Monument à Théophile Marcou, 1901.
- Narbonne, jardin du palais du Travail : Monument aux morts de 1870, 1901, groupe en bronze[7],[8].
- Paris :
  - hôtel de ville : Allégorie de la Ville du Mans, 1880.
  - musée d'Orsay : Suzanne, 1895, statue en marbre[9].
  - square Saint-Bernard : La Vanneuse, Salon de 1885, statue en bronze, envoyée à la fonte en 1942 sous le régime de Vichy.
- Saint-Maur-des-Fossés, square de la Pie : Matho et Salammbô, 1892, groupe en marbre.
- Suresnes, mairie : La Justice et La Loi.
- Toulouse :
  - Bonnefoy, parc Michelet : Le Commerce et l'Agriculture, groupe en marbre, initialement érigé la place du Capitole, 1907.
  - Capitole de Toulouse, salle des Illustres : Hommage à Fermat, 1898, groupe en plâtre.
  - Monument aux combattants de 1870, 1908, groupe en bronze, architecte Paul Pujol[10].
  - musée des Augustins : Après le bain, 1884, plâtre.
- Valmy : Monument au maréchal Kellermann, 1892.
- Vernon, musée Alphonse-Georges-Poulain : Caprice, Salon de 1878, plâtre.

Œuvres non localisées ou disparues
- Hosanna, Salon de 1879, localisation inconnue.
- Idylle, 1887, localisation inconnue.
- La Fenaison, Salon de 1882, localisation inconnue.
- La Mécanique employant l'Eau et La Mécanique employant la Vapeur, bas-reliefs ovales ornant la voûte de la salle des Fêtes à l'Exposition universelle de 1900 à Paris, œuvres disparues.

Œuvres de Théophile Barrau
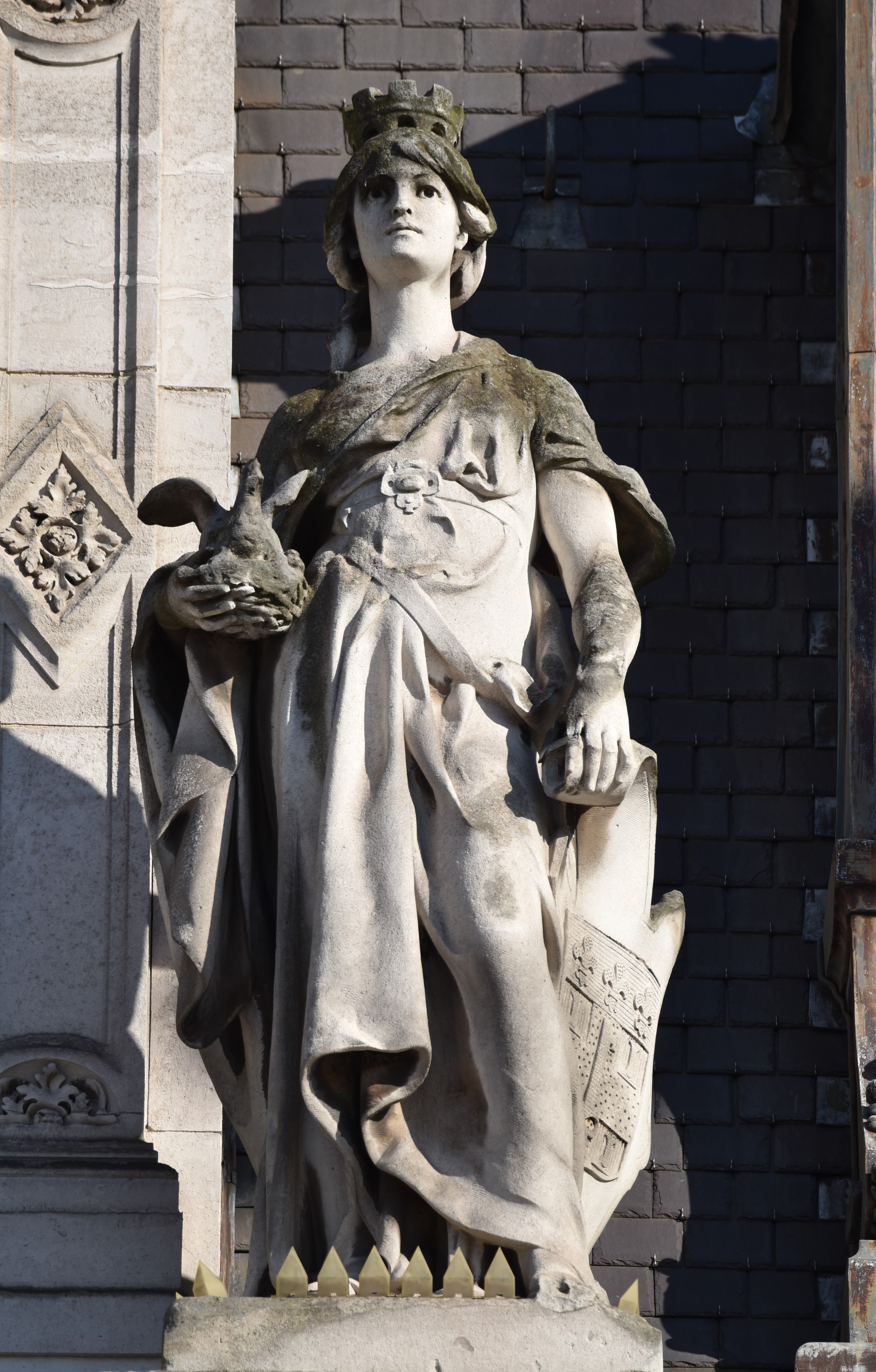
La Ville du Mans (1880), Paris, hôtel de ville, façade principale.
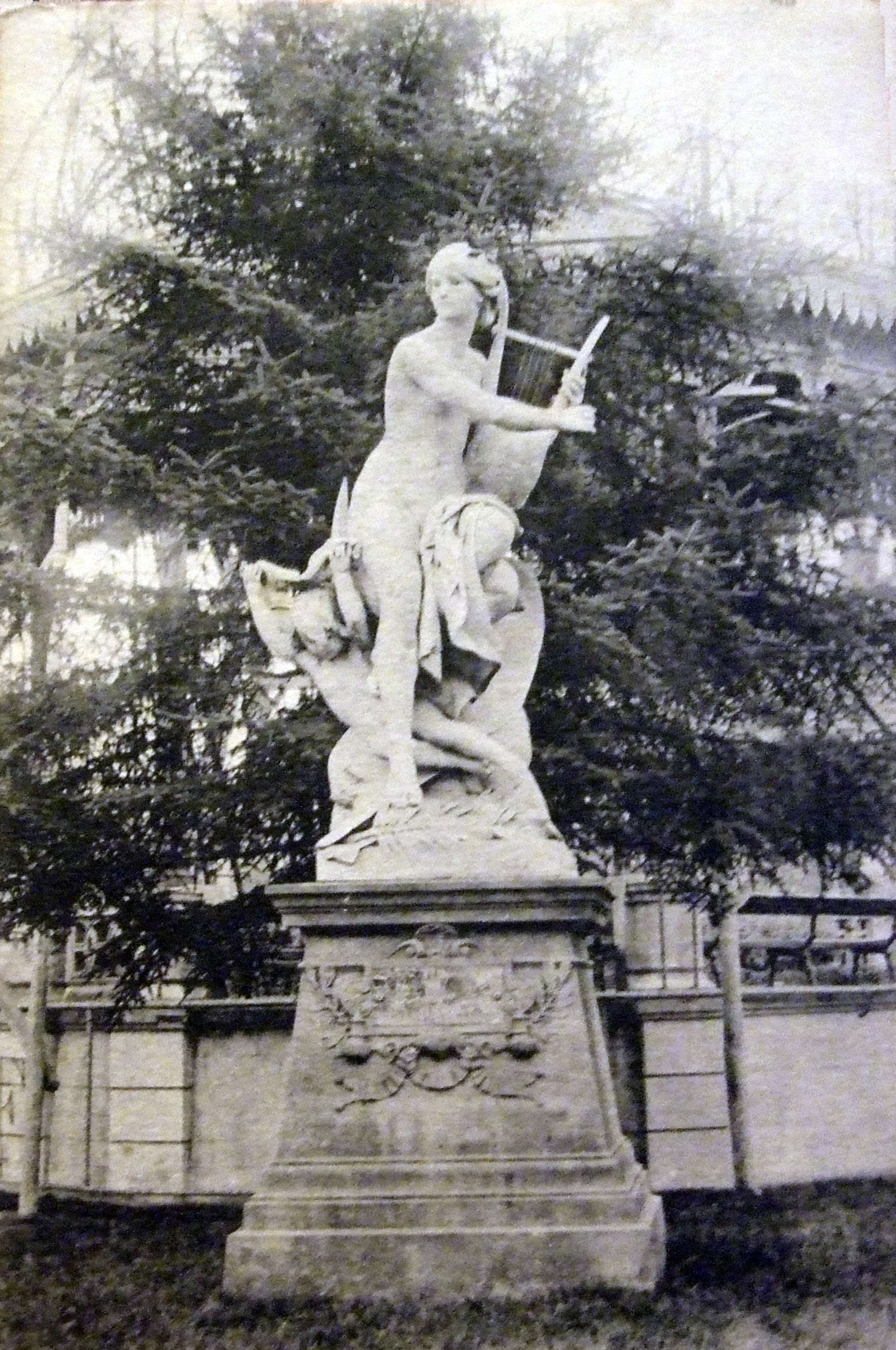
La Poésie française (1883), Carcassonne, square Gambetta. Œuvre perdue.
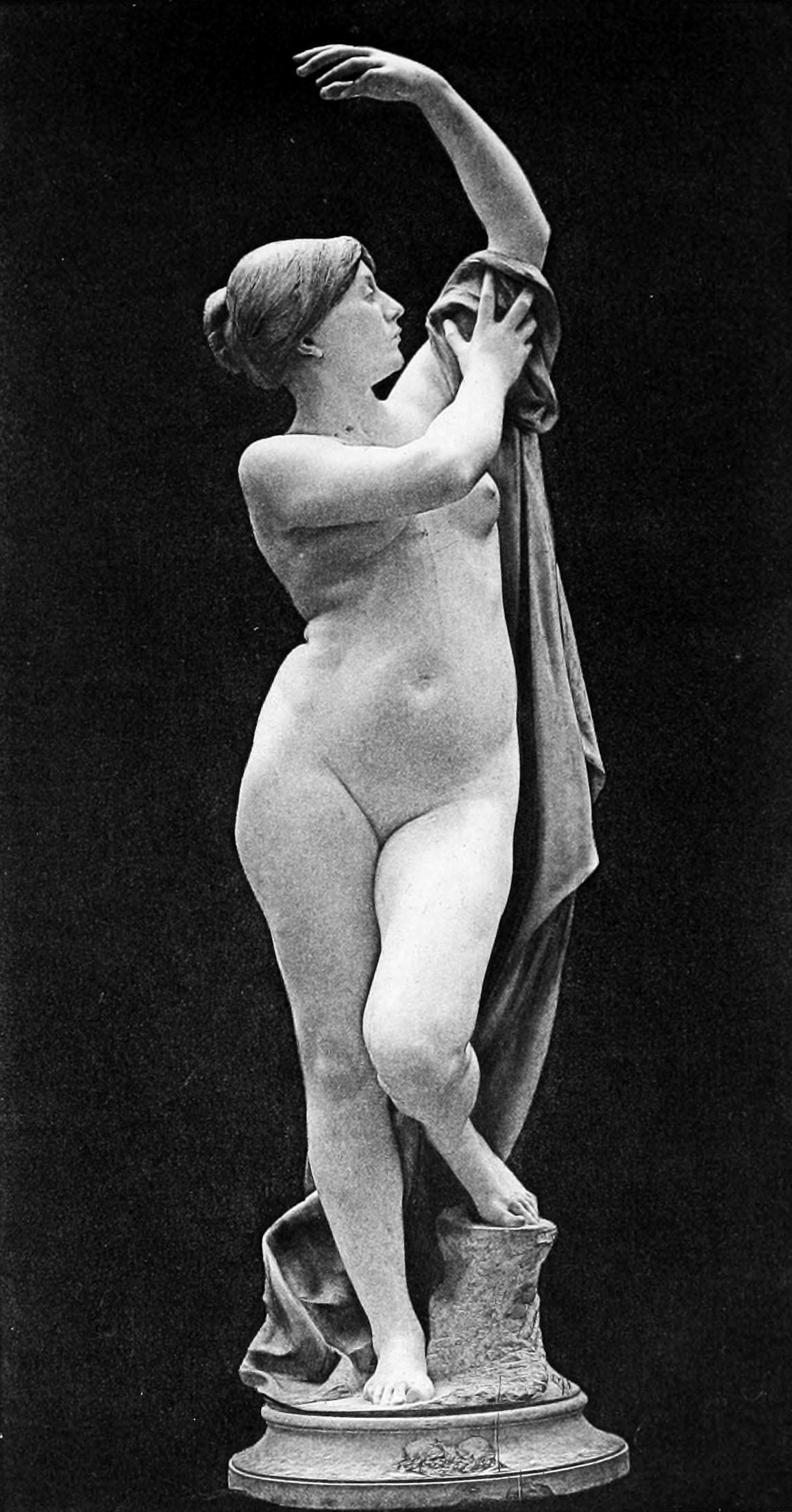
Suzanne (1895), Paris, musée d'Orsay.
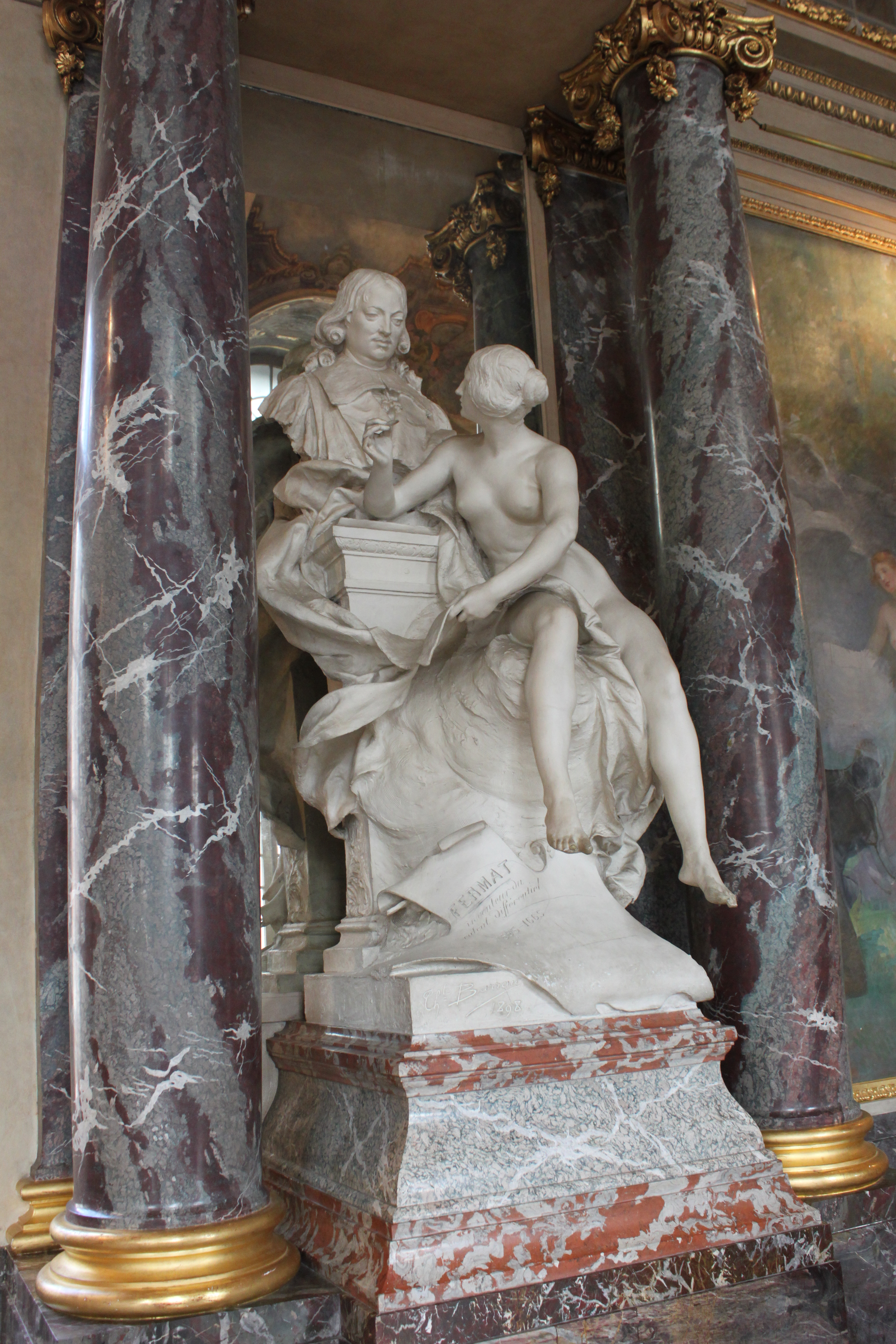
Hommage à Fermat (1898), Capitole de Toulouse, salle des Illustres.
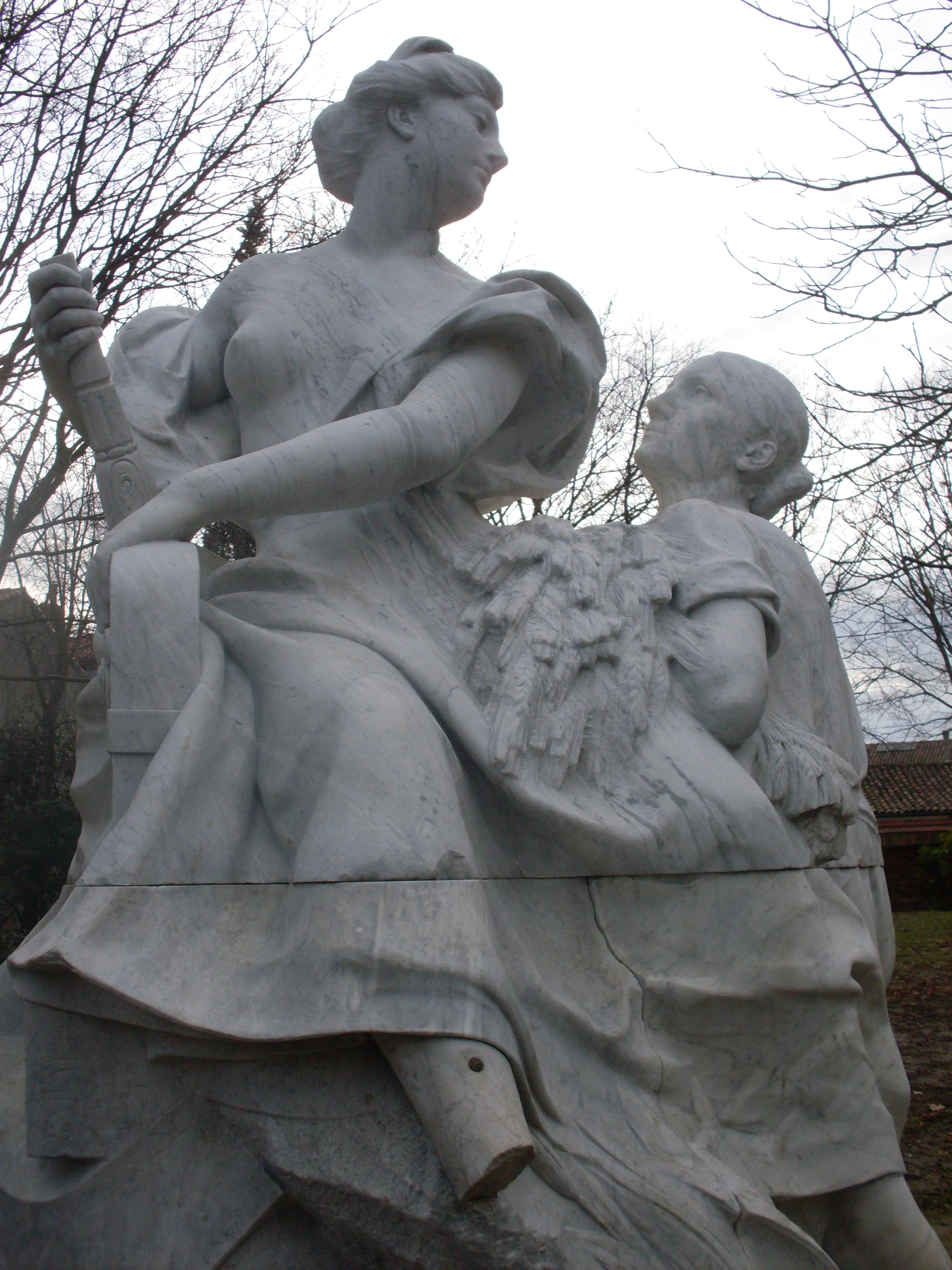
Le Commerce et l'Agriculture (1907), Toulouse, parc Michelet.
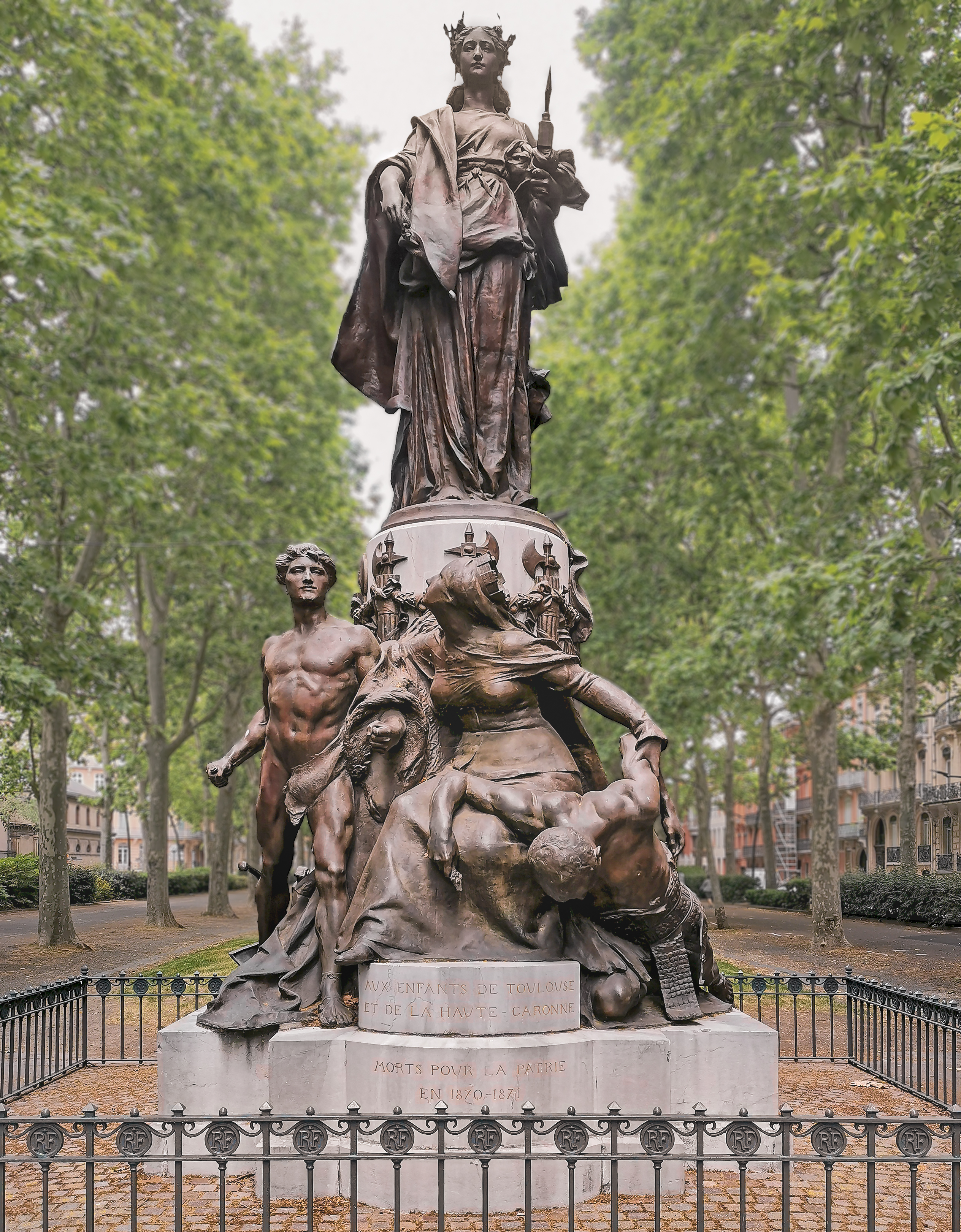
Monument aux combattants de 1870 (1908), Toulouse.
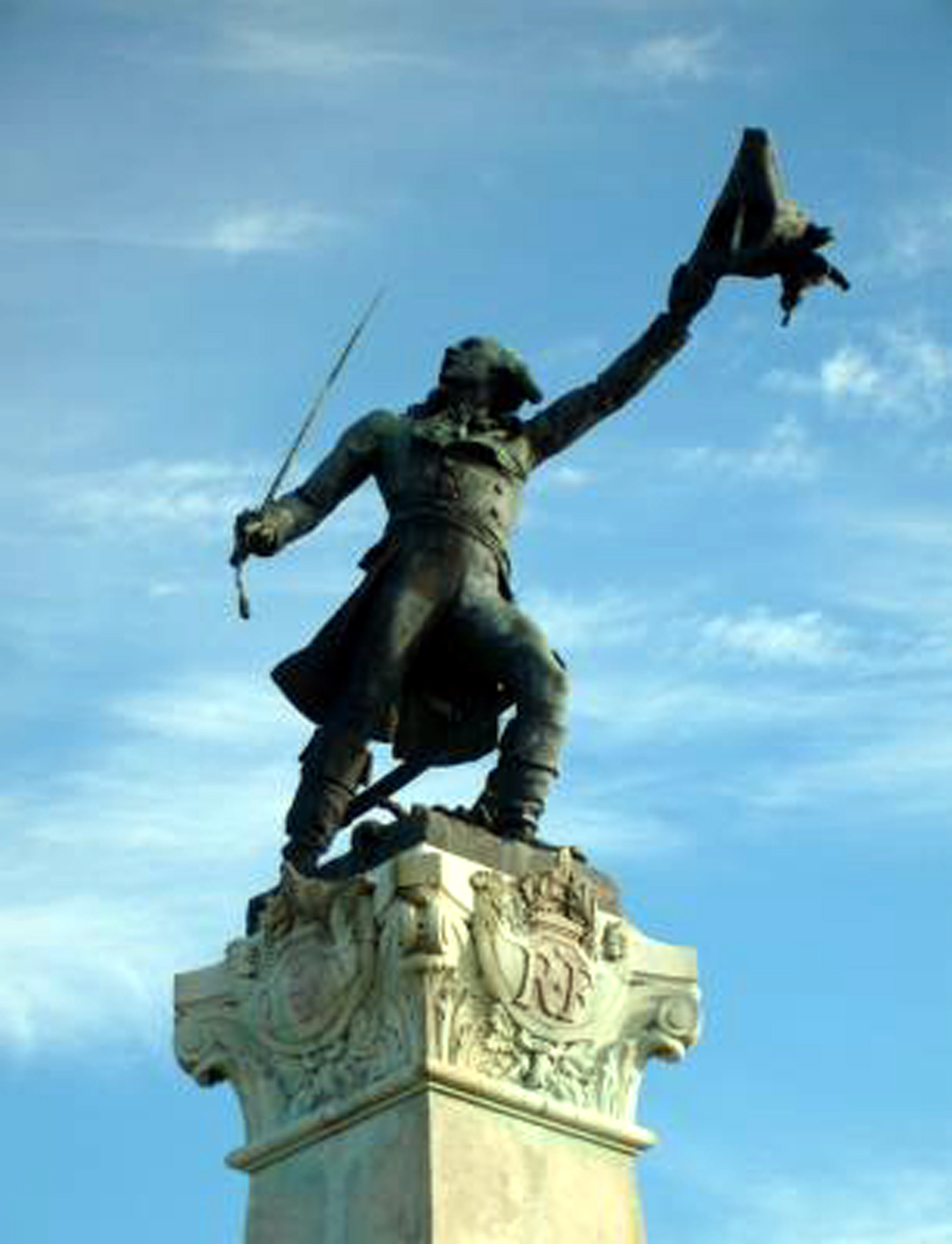
Monument à Kellerman de Valmy.

## Récompenses
- 1879 : médaille de troisième classe.
- 1880 : médaille de deuxième classe.
- 1889 : médaille d'argent à l'Exposition universelle.
- 1892 : médaille de première classe.
- 1900 : médaille d'or à l'Exposition universelle.